# پوکا اورکو (اوروپسا)
پوکا اورکو (به اسپانیایی: Puka Urqu) یک کوه در پرو است که در Peru, Apurímac Region واقع شده‌است. پوکا اورکو ۴٬۹۵۰ متر بالاتر از سطح دریا واقع شده‌است.